# Parmaferia pectinata
Parmaferia pectinata är en tvåvingeart som beskrevs av Cook 1977. Parmaferia pectinata ingår i släktet Parmaferia och familjen dyngmyggor. Inga underarter finns listade i Catalogue of Life.